# Donghua Li
Donghua Li, em chinês simplificado: 李东华 Li Donghua, pinyin: Lǐ Dōng Huá, (Chengdu, 10 de dezembro de 1967) foi um ginasta chinês que competiu em provas de ginástica artística pela Suíça. 
Li é o campeão do cavalo com alças dos Jogos Olímpicos de Atlanta, do Mundial de Sabae e do Campeonato Europeu de Copenhague, entre os anos de 1995 e 1996.

## Carreira
Li iniciou as práticas na modalidade artística aos sete anos, em uma escola especializada. Nove anos mais tarde, fora convidado a integrar a equipe nacional, em Pequim. Seus primeiros resultados expressivos vieram em 1987, no Campeonato Nacional Chinês, no qual conquistou o ouro no cavalo com alças. No ano seguinte, uma lesão retirou suas possibilidades de participar dos Jogos de Seoul, na Coreia do Sul. Originalmente um ginasta chinês, durante seu processo de recuperação, conheceu a suíça Esperanza Friedli, que passava férias na cidade oriental. Donghua apaixonou-se por ela, imigrou para a Suíça, conquistou a cidadania e passou a defender a nação europeia. Em 1990, participou de sua primeira competição: o Campeonato Nacional Suíço, no qual conquistou a terceira colocação geral.
Em 1994, saiu como medalhista de bronze do Mundial de Brisbane, na Austrália, empatado com o ucraniano Vitaly Marinich e superado pelo romeno Marius Urzica (ouro) e pelo francês Eric Poujade (prata). No ano seguinte, tornou-se o campeão do cavalo com alças, na Copa Suíça. Em seguida, repetiu o resultado no Mundial de Sabae, ao superar o chinês Huang Huadong e o japonês Yoshiaki Hatakeda.
Em 1996, o último como ginasta, foi campeão do cavalo com alças no Europeu de Copenhague, o segundo colocado no Mundial de San Juan e disputou os Jogos Olímpicos de Atlanta, nos Estados Unidos. Neles, venceu o romeno Urzica e o russo Alexei Nemov para tornar-se o campeão do cavalo com alças.

Já aposentado, em 1999, na China, seu primeiro livro intitulado "The Crossing Borders" foi lançado. Nos anos 2000, tornou-se co-proprietário da Asianet GbmH. Na empresa, trabalhou para muitas bem conhecidas como o Swatch Group, BMW, Suzuki motos e Titlisbahn como embaixador e consultor. Donghua oferece suporte para muitas empresas que desejam expandir seu mercado de destino na China e possui vários mandatos como diretor no setor imobiliário chinês e companhias farmacêuticas. Em 2008, trabalhou para o comitê olímpico suíço durante os Jogos Olímpicos de Pequim.

## Principais resultados
| Ano  | Evento                                    | AA                | Equipe | Solo | Cavalo com alças  | Argolas | Salto sobre o cavalo | Barras paralelas | Barra fixa |
| ---- | ----------------------------------------- | ----------------- | ------ | ---- | ----------------- | ------- | -------------------- | ---------------- | ---------- |
| 1987 | Campeonato Nacional Chinês                |                   |        |      | Medalha de ouro   |         |                      |                  |            |
| 1990 | Campeonato Nacional Suíço                 | Medalha de bronze |        |      |                   |         |                      |                  |            |
| 1994 | Campeonato Mundial de Ginástica Artística |                   |        |      | Medalha de bronze |         |                      |                  |            |
| 1994 | Campeonato Europeu                        | 13º               |        |      |                   |         |                      |                  |            |
| 1995 | Campeonato Mundial de Ginástica Artística |                   |        |      | Medalha de ouro   |         |                      |                  |            |
| 1995 | Copa Suíça                                |                   |        |      | Medalha de ouro   |         |                      |                  |            |
| 1996 | Campeonato Mundial de Ginástica Artística |                   |        |      | Medalha de prata  |         |                      |                  |            |
| 1996 | Copampeonato Europeu                      |                   |        |      | Medalha de ouro   |         |                      |                  |            |
| 1996 | Jogos Olímpicos                           |                   |        |      | Medalha de ouro   |         |                      |                  |            |